# Scharlachlibelle
Die Scharlachlibelle (Ceriagrion tenellum), auch Zarte Rubinjungfer oder Späte Adonislibelle genannt, ist eine Kleinlibellenart aus der Familie der Schlanklibellen (Coenagrionidae). Neben der Frühen Adonislibelle (Pyrrhosoma nymphula) ist die Scharlachlibelle die einzige rotgefärbte Kleinlibellenart in Mitteleuropa. Sie ist allerdings näher mit der Zwerglibelle (Nehalennia speciosa) verwandt als mit Pyrrhosoma.

## Merkmale

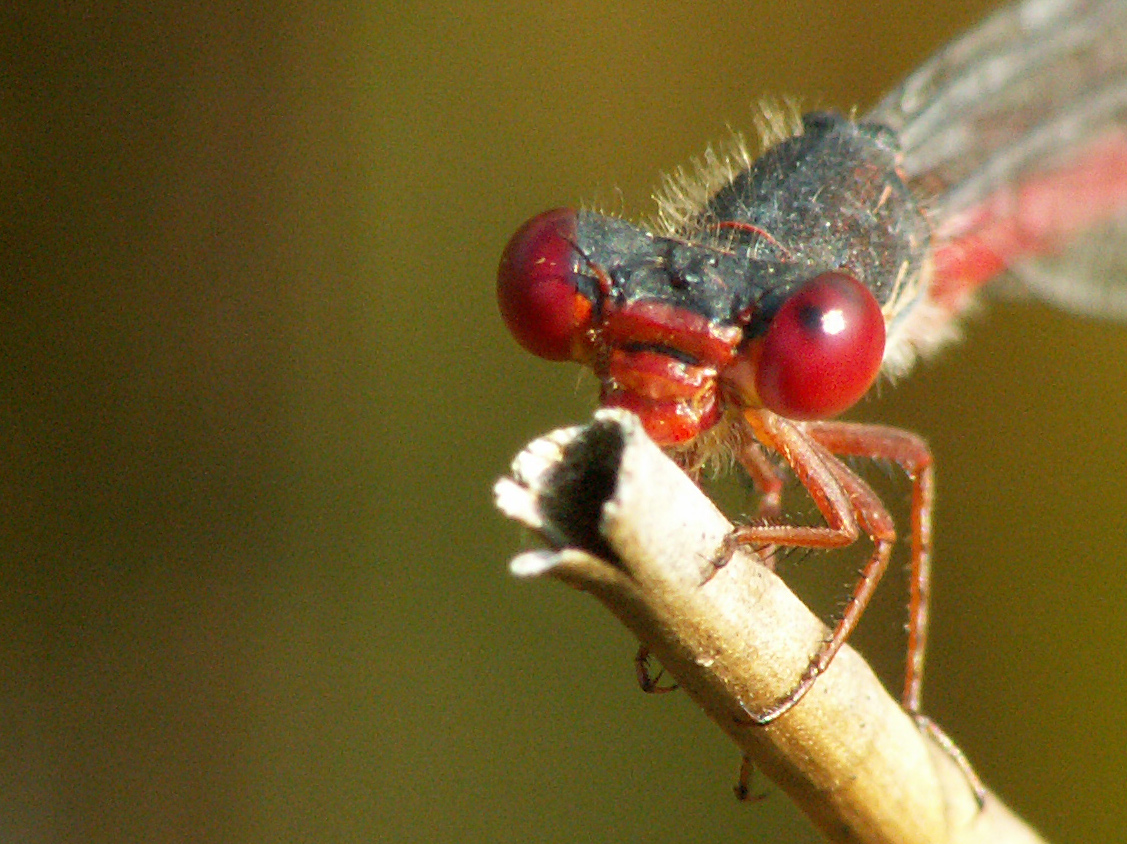
Porträt eines alten Männchens; beachte auch die rötlichen Beine

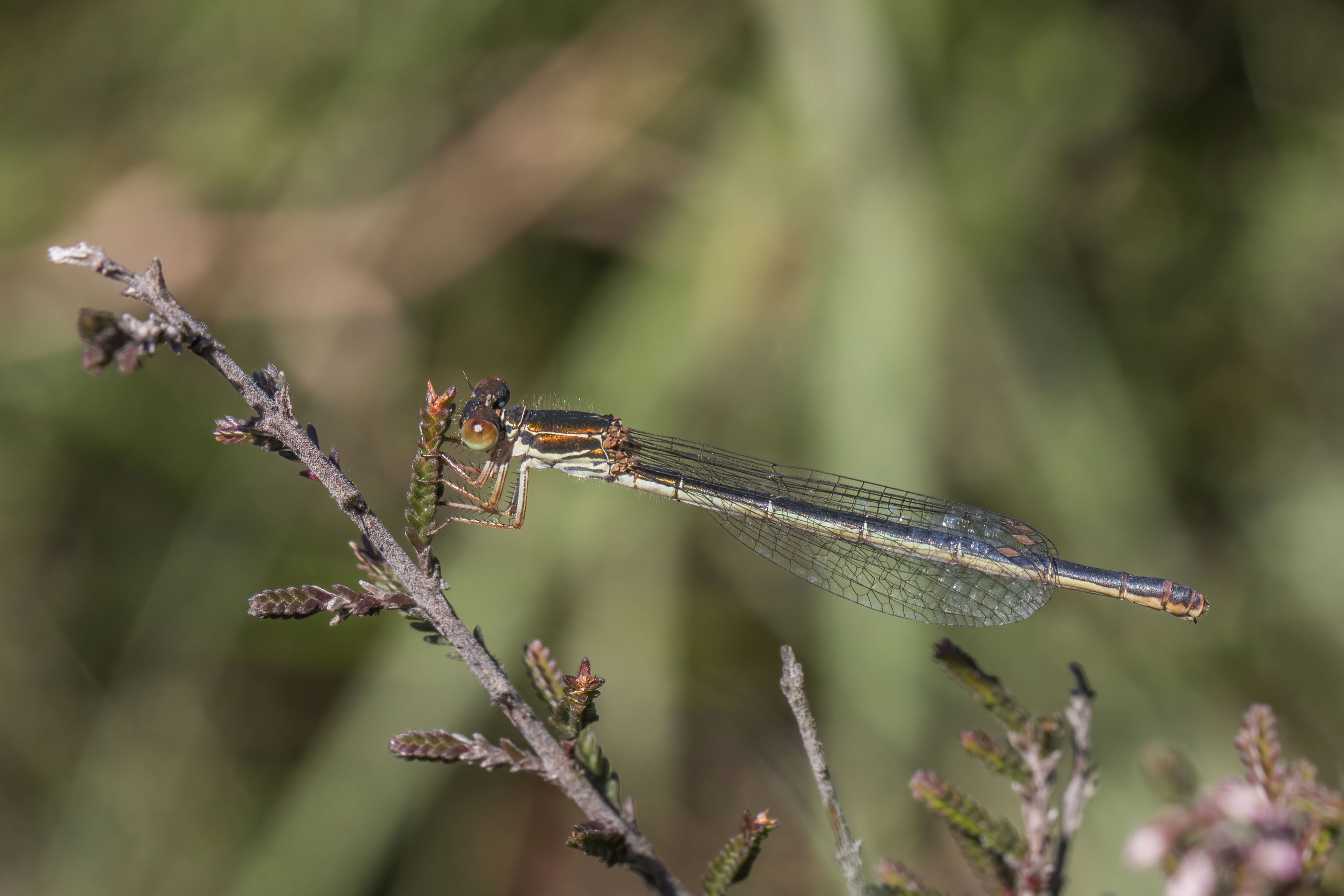
Weibchen der dunklen Farbform "melanogastrum"

Die Länge des Hinterleibes (Abdomen) der kleinen und zarten Art beträgt bei den Männchen 22,5 bis 27,2 Millimeter. Die Weibchen sind minimal größer und erreichen zwischen 23 und 29,6 Millimeter. Die Art zeigt auch sonst starke Unterschiede zwischen den Geschlechtern, sogenannten Sexualdimorphismus. So ist das Männchen bis auf den bräunlichen oder bronzegrünen Thorax und die Oberseite des Kopfes inklusive des 0,5 bis 0,6 Millimeter langen Flügelmals (Pterostigma) und der Augen hellrot. Insbesondere sind auch die Beine rot bis ockergelb, was eine Abgrenzung zur Frühen Adonislibelle zulässt, die schwarze Beine hat. Die Hinterflügel erreichen 15 bis 19 Millimeter an Länge.
Beim Weibchen werden vier Farbvarianten unterschieden. Es gibt eine dem Männchen ähnlich gefärbte (homochrome) Ausprägung, diese wird wegen der überwiegenden Rotfärbung Form "erythrogastrum" genannt. Die Form "typica" weist eine teilweise schwarze Abdomenfärbung auf, die durch rote Abschnitte auf den Anfangs- bzw. Endsegmenten S1-3 und S9-10 begrenzt ist. Die Gesichtsfarbe ist hier statt rot eher cremefarben und die Komplexaugen erscheinen unten in einem trüben Grün. Die untere Hälfte der Unterlippe ist wie der Postclypeus metallisch schwarzgrün. Bei der dunklen Form "melanogastrum" sind die Oberseite des Abdomens sowie das Gesicht überwiegend schwärzlich gefärbt. Schließlich wird eine Form "intermedium" beschrieben, die Exemplare mit verschiedenen Rot- und Schwarzanteilen zwischen den beiden vorstehend genannten Farbmorphen vereint. Die Gesichtsfärbung gleicht hier der von "typica".

## Lebensweise

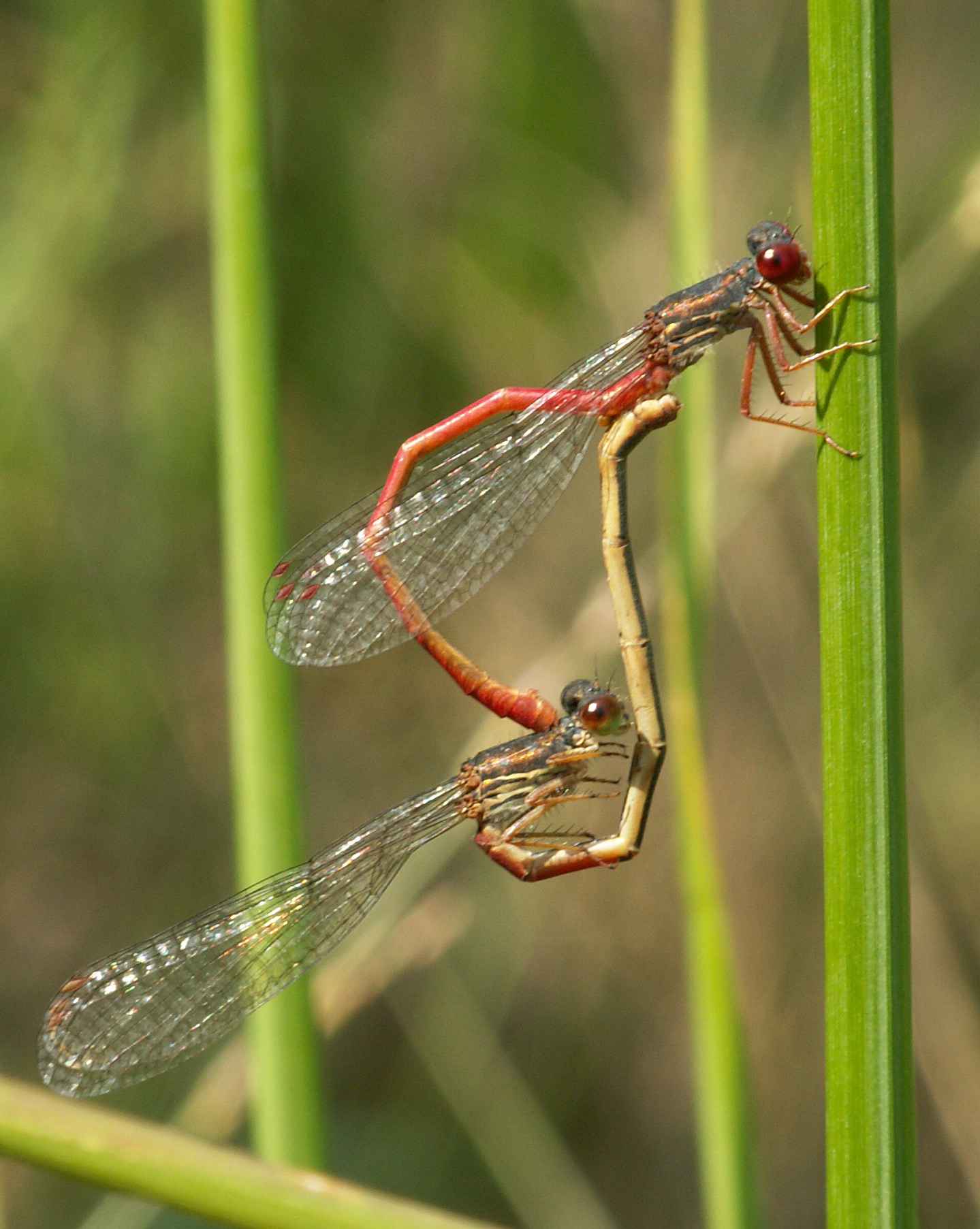
Paarungsrad

Die Flugzeit der Imagines reicht von Mai bis September. Die Kopulation im Paarungsrad dauert ungefähr 40 Minuten. Die anschließende Eiablage auf schwimmenden und aus dem Wasser ragenden Pflanzenteilen wird im Tandem vollzogen. Besonders beliebt hierfür sind Binsen (Juncus). An einem Platz werden meist um die 30 Eier abgelegt. Nach ungefähr 10 Minuten wechselt das Tandem den Ort. Allerdings tauchen Scharlachlibellen dabei, anders als Frühe Adonislibellen, nicht ins Wasser ein. Die Entwicklung der Larven dauert üblicherweise ein Jahr, kann in kühleren Zonen, wie etwa in England, aber auch zwei Jahre benötigen.

## Habitat
Insbesondere im Nordwesten des Areals werden vor allem Moore und Heideweiher mit Torfmoos bevorzugt. Aber auch Hangmoore mit Rostrotem (Schoenus ferrugineus) und Schwarzem Kopfried (Schoenus nigricans) werden besiedelt. Das Nährstoffangebot der Gewässer ist dabei meist oligo- bis mesotroph. In Übergangsmooren besiedelt die Art gerne Bereiche zwischen geschlossenen Wiesen aus Binsenschneide (Cladium mariscus) und Wiesen mit Steifer Segge (Carex elata), die dauerhaft überschwemmt sind.

## Verbreitung und Gefährdung
Die atlanto-mediterran verbreitete Art ist bis auf wenige Ausnahmen in fast allen Ländern Westeuropas zu finden. Während sie in kälteren Gefilden nur stehende Gewässer besiedelt, kommt es in Südeuropa auch zur Besiedlung von Flüssen. In Deutschland weist die Art zwei voneinander getrennte Areale auf: ein großes im nordwestlichen Tiefland (Niedersachsen, westliches NRW) und ein kleines am Bodensee; dazwischen fehlt sie völlig. Im nordostdeutschen Tiefland gibt es nur vereinzelte Streufunde. In den letzten Jahren konnte die Scharlachlibelle ihre Vorkommen ausdehnen und wird auf der aktuellen Roten Liste Deutschlands (2015) nurmehr in der „Vorwarnliste“ geführt (zuvor hatte sie als „vom Aussterben bedroht“ gegolten). In der Schweiz ist die Art sehr selten und wird als „stark gefährdet“ eingestuft.